# Ițhak Hofi
Ițhak („Ceaka”) Hofi (în ebraică יצחק חופי; n. 25 ianuarie 1927, Tel Aviv, Palestina sub mandat britanic – d. 15 septembrie 2014, Ramat Gan, Israel) a fost un general israelian, care a îndeplinit funcția de director al Mosadului între anii 1974-1982. 
În perioada iunie 1972 - ianuarie 1974, generalul-maior Ițhak Hofi a fost comandant al Comandamentului de Nord al Armatei de Apărare a Israelului (Tzahal).